# Dean Huiberts
Dean Huiberts (Emmen, 16 maggio 2000) è un calciatore olandese, centrocampista della Pro Vercelli.

## Caratteristiche tecniche
È un mediano.

## Carriera
Cresciuto nel settore giovanile del Twente, nel gennaio del 2019 è stato acquistato dal PEC Zwolle. Ha esordito l'11 agosto seguente disputando l'incontro di Eredivisie perso 3-1 contro l'Utrecht.
Il 15 agosto 2025 la Pro Vercelli ufficializza il suo arrivo in squadra.

## Statistiche
Statistiche aggiornate al 25 settembre 2019.

### Presenze e reti nei club
| Stagione        | Squadra         | Campionato      | Campionato | Campionato | Coppe nazionali | Coppe nazionali | Coppe nazionali | Coppe continentali | Coppe continentali | Coppe continentali | Altre coppe | Altre coppe | Altre coppe | Totale | Totale | Totale |
| Stagione        | Squadra         | Comp            | Pres       | Reti       | Comp            | Pres            | Reti            | Comp               | Pres               | Reti               | Comp        | Pres        | Reti        | Pres   | Reti   |        |
| --------------- | --------------- | --------------- | ---------- | ---------- | --------------- | --------------- | --------------- | ------------------ | ------------------ | ------------------ | ----------- | ----------- | ----------- | ------ | ------ | ------ |
| 2019-2020       | PEC Zwolle      | ED              | 3          | 0          | CO              | 0               | 0               |                    | -                  | -                  |             | -           | -           | 3      | 0      |        |
| Totale carriera | Totale carriera | Totale carriera | 3          | 0          |                 | 0               | 0               |                    | -                  | -                  |             | -           | -           | 3      | 0      |        |